# Гюлджемал
Гюлджемал (на турски: Gülcemal) е турски драматичен телевизионен сериал, продуциран от MF Yapım, чийто първи епизод е пуснат на 6 април 2023 г., режисиран от Юсуф Пирхасан и написан от Еда Тезджан и Селда Акън. Мурат Юналмъш и Мелис Сезен споделят главните роли. Сериалът приключва със своя 13-ти епизод, който излиза на 13 юли 2023 г.

## Актьорски състав
- Mурат Юналмъш – Гюлджемал Шахин
- Meлис Сезен – Дева Наккашоулу
- Eдип Тепели – Meрт
- Нилай Eрдьонмез – Гюлендам Шахин
- Aтилла Шендил – Халил Ибрахим
- Джахит Гьок – Вефа
- Нилюфер Aчъкалън – Гара Ана
- Самет Каан Kуюджу – Aрмаган
- Meлтем Aкчьол – Ипек
- Ипек Aяз Koртунч – Джанан
- Сабахаттин Якут – Eмруллах
- Гьокчем Чобан – Семра
- Meлике Кючюк
- Aйда Aксел – Зафер Пехливан
- Eврен Дуял – Фатош
- Ясин Яманол – младия Гюлджемал

## Излъчване
| Сезон | Сезон | Епизоди | Начало на сезона | Край на сезона | Всички епизоди | ТВ сезон | ТВ канал |
| ----- | ----- | ------- | ---------------- | -------------- | -------------- | -------- | -------- |
|       | 1     | 13      | 6 април 2023 г.  | 13 юли 2023 г. | 1 – 13         | 2023     | FOX      |